# El asesino de personajes
El asesino de personajes es la segunda historieta larga de Pafman, de 44 páginas, creada por el dibujante Joaquín Cera en 1993, serializada en la revista Super Mortadelo y recopilada en la Colección Olé Varios,  en 1997.
El asesino de personajes es considerada por varios críticos la culminación de la trayectoria de Pafman.

## Publicación
El personaje comenzó su publicación en base a historias cortas de relleno, en las serializaciones aparecieron otras historias de más páginas que posteriormente serían recopiladas en álbumes. Cera creó en 1990 la historieta El doctor Ganyuflo de 20 páginas y en 1993 El asesino de personajes de 44 páginas; con esta aventura larga Cera imitaba la estructura de los álbumes de Mortadelo, pero no tuvo su éxito.
El asesino de personajes fue publicado por entregas quincenales en las siguientes revistas de Super Mortadelo en tamaño 27x21 cm a color:
| El asesino de personajes | El asesino de personajes | El asesino de personajes |
| Revista                  | Fecha de publicación     | ISBN                     |
| ------------------------ | ------------------------ | ------------------------ |
| Super Mortadelo nº 119   | 6 de enero de 1993       | 8420009041019-00119      |
| Super Mortadelo nº 120   | 20 de enero de 1993      | 8420009041019-00120      |
| Super Mortadelo nº 121   | 10 de febrero de 1993    | 8420009041019-00121      |
| Super Mortadelo nº 122   | 24 de febrero de 1993    | 8420009041019-00122      |
| Super Mortadelo nº 123   | 10 de marzo de 1993      | 8420009041019-00123      |
| Super Mortadelo nº 124   | 24 de marzo de 1993      | 8420009041019-00124      |
| Super Mortadelo nº 125   | 7 de abril de 1993       | 8420009041019-00125      |
| Super Mortadelo nº 126   | 21 de abril de 1993      | 8420009041019-00126      |
| Super Mortadelo nº 127   | 5 de mayo de 1993        | 8420009041019-00127      |
| Super Mortadelo nº 129   | 2 de junio de 1993       | 8420009041019-00129      |
| Super Mortadelo nº 130   | 16 de junio de 1993      | 8420009041019-00130      |

Fue recopilada en el álbum de Colección Olé Varios nº 16 de Ediciones B, publicado el 1 de septiembre de 1997 por 395 ptas. en tamaño 26x18 cm a color, junto con las historietas cortas El Dr. Feator, Feator contraataca y El fin del Dr. Feator publicadas originalmente en las revistas Super Mortadelo nº 137 (24 de noviembre de 1993), 139 (22 de diciembre de 1993) y 140 (5 de enero de 1994) respectivamente, y la historieta Las ideas de Peloto de Rebuznos en el espacio (1 de enero de 1989).  Tras la publicación de este especial, la serie tuvo un parón hasta hasta el año 2004 con Pafman Redevuelve, donde ya la estructura de los tomos no serán sucesiones de historietas cortas, sino historietas largas, hay cambios significativos en cuanto al diseño del traje y la incorporación al elenco de su sobrina, la agente de policía Tina Tonas y el profesor Fuyú.
La publicación en la revista Super Mortadelo incluía chistes adicionales de Joaquín Cera en los márgenes de la página, agregados a petición de la editorial para aprovechar mejor el espacio en ciertos formatos de revista que dejaban áreas en blanco. Sin embargo, el álbum recopilatorio Olé Varios no incluye estas franjas.
La historieta no ha sido reeditada desde 1997. Si bien no ha habido una petición masiva, pueden encontrarse peticiones de reedición por parte de seguidores interesados.

## Creación
Cera es considerado como el último dibujante de la escuela Bruguera, y por lo tanto viene marcado por las características de la misma, con una fuerte influencia de Francisco Ibáñez.
A pesar de su extensión, debido a su publicación por entregas, la obra no es más que una sucesión de historietas cortas, donde el desenlace pasa a un segundo plano frente al ritmo vertiginoso y el humor constante, que mantienen el desarrollo de la trama. No obstante, la historieta posee solidez y logra sorprender con su carácter impredecible.

## Argumento
El comisario Mafrune asigna a Pafman y Pafcat la misión de investigar el misterioso asesinato de un personaje de cómic. Aunque logran capturar al culpable, los crímenes continúan. En cada episodio, un nuevo personaje aparece sin vida, y al final del mismo, un sospechoso termina tras las rejas. Sin embargo, a mitad del álbum, todos los detenidos escapan, desatando una serie de situaciones cómicas en forma de persecución que acaban con su captura de nuevo. Tras otra serie de gags los detenidos vuelven a escapar. Al quedarse los héroes sin pistas, llegando a suponer que podrían estar tras un grupo de dibujantes vagos. En su intento por resolver el misterio, interrogan a diversos personajes conocidos en el ámbito de las historietas del cómic, sin obtener resultados. Finalmente, después de una sucesión de situaciones absurdas y enredos, el verdadero villano detrás de todo se descubre a sí mismo.

## Apariciones de personajes
Durante la aventura van apareciendo personajes del mundo de la historieta española, cómic franco-belga, cómic estadounidense o cultura popular, ya sea como víctimas o apariciones en una viñeta, con su nombre original o similar, como por ejemplo: Tintín y Milú, Rompetechos, Astérix y Obélix, Spider-Man, Indiana Jones, Tarzán, Sporty, Sonic, Terminator, Los Pitufos, Los Xunguis, Groucho Marx, Mortadelo, Superlópez, Pato Donald, El pequeño Spirou.
En cuanto a la definición o caracterización de personajes fijos en la serie, se establece en un gag de esta historieta, que el verdadero nombre del Comisario Mafrune es, como figura en su DNI, el de Mafrune Povedilla Pi.